# Терехов, Степан Андреевич
Степан Андреевич Терехов (род. 7 октября 2004, Челябинск) — российский хоккеист, защитник.

## Биография
Занимался в хоккейных школах «Трактор» Челябинск (до 2012), «Сигнал» Челябинск (2012—2014), «Металлург» Магнитогорск (2014—2016), «Метеор-Сигнал» Челябинск (2016—2020).
В сезонах 2020/21 — 2021/22 — игрок команды ЮХЛ «Нефтяник» Альметьевск. Сезон-2023/24 провёл в команде МХЛ «Спутник» Альметьевск. С сезона-2023/24 — игрок команды ВХЛ «Нефтяник» Альметьевск. В сезоне-2024/25 дебютировал в КХЛ за казанский «Ак Барс».
Старший брат Семён также хоккеист.